# Natalio Perinetti
Natalio Perinetti (Remedios de Escalada, 28 dicembre 1900 – Remedios de Escalada, 24 maggio 1985) è stato un calciatore argentino, di ruolo attaccante.

## Caratteristiche tecniche
Era un'ala destra.

## Carriera

### Club
Militò per quasi tutta la sua carriera nel Racing, vincendo cinque campionati argentini.

### Nazionale
Fu convocato per la Copa América 1929 scendendo in campo poche volte.
L'anno dopo fu convocato per il Mondiale, in cui disputò soltanto la partita contro la Francia. A fine torneo risultò essere vicecampione.

## Apparizione
Il 26 novembre 2014 si dice che durante la partita Racing Club River Plate sia apparso proprio il suo "fantasma".

## Palmarès

### Club
- Campionato argentino: 5

Racing Club: 1917, 1918, 1919, 1921, 1925

### Nazionale
- Argento olimpico: 1

Amsterdam 1928
- Campeonato Sudamericano de Football: 1

Argentina 1929